# مبادرة هارفارد حول الإيدز

شعار كلية هارفارد للصحة العامة.

كانت مبادرة كلية هارفارد للصحة العامة حول الإيدز في طليعة أبحاث، ودراسة، وقيادة فيروس نقص المناعة البشرية/الإيدز.
وتشارك مبادرة هارفارد للإيدز حاليًا التي يترأسها الباحث المرموق ماكس إسكس (Max Essex) في دراسات لفحص المواد المقاومة للعقاقير في المرضى الذين يتناولون أدوية مضادة للفيروسات القهقرية كما شاركت في دراسات تطوير اللقاح والوقاية من انتقال الفيروس من الأم إلى الرضيع في الرحم أو من خلال الرضاعة الطبيعية وفعالية التكلفة لبرامج العلاج.
وتدرب مبادرة هارفارد للإيدز مجموعة من الباحثين في مجال الطب الحيوي والعاملين في مجال الرعاية الصحية من البلدان ذات الموارد الشحيحة وذلك من خلال برنامج فوغارتي الدولي للتدريب (Fogarty International Training Program). ويدرس المتدربون بجامعة هارفارد علم الأوبئة، وعلم المناعة والإحصاء الحيوي، وعلم الأحياء الجزيئي أو العلوم السلوكية، ثم يعودون لبلادهم لاستكمال أبحاثهم. وحضر المشاركون من بتسوانا، والسنغال، وتنزانيا، وتايلاند، والهند، وكينيا، والمكسيك.
ويوفر برنامج تدريب الإيدز كيتسو (KITSO AIDS) في بتسوانا تدريبًا مستدامًا وقياسيًا في مجال رعاية فيروس نقص المناعة البشرية/الإيدز وتم وضعه خصيصًا للمهنيين الصحيين في بتسوانا. ويعتبر برنامج كيتسو نتاج تعاون بين وزارة الصحة في بتسوانا ومعهد هارفارد للإيدز في بتسوانا. واسم البرنامج، "Kitso" مأخوذ من كلمة «معرفة.» بلغة سيستوانا وهي اللغة الأم لدولة بتسوانا.
وفي عام 2004، تم تغيير اسم معهد هارفارد للإيدز رسميًا إلى مبادر كلية هارفارد للصحة العامة للإيدز.